# David Silveria
David Randall Silveria (San Leandro, Kalifornija, 21. rujna 1972.) je američki glazbenik, bivši bubnjar nu metal sastava Korn. Sastav napušta 2005. i povlači se iz javnog života.

## Diskografija

### Albumi
- Korn - 1994.
- Life Is Peachy - 1996.
- Follow the Leader - 1998.
- Issues - 1999.
- Untouchables - 2002.
- Take a Look in the Mirror - 2003.
- See You on the Other Side - 2005.